# Fennerosquilla heptacantha
Fennerosquilla heptacantha är en kräftdjursart som först beskrevs av Fenner A. Chace 1939.  Fennerosquilla heptacantha ingår i släktet Fennerosquilla och familjen Squillidae. Inga underarter finns listade i Catalogue of Life.